# Сен-Пьер-д’Эро
Сен-Пьер-д’Эро́ (фр. Saint-Pierre-d'Eyraud) — коммуна во Франции, находится в регионе Аквитания. Департамент — Дордонь. Входит в состав кантона Пеи-де-ла-Форс. Округ коммуны — Бержерак.
Код INSEE коммуны — 24487.

## География

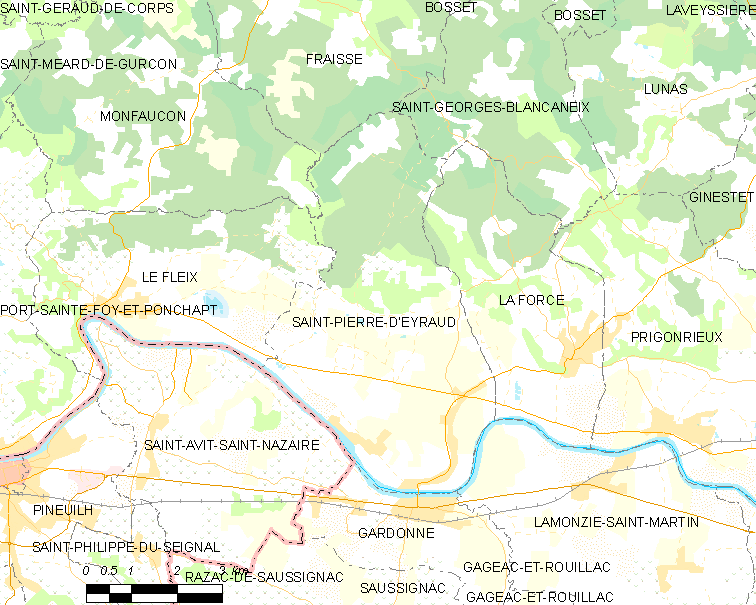
Карта коммуны

Коммуна расположена приблизительно в 480 км к югу от Парижа, в 75 км восточнее Бордо, в 50 км к юго-западу от Перигё.
На юге коммуны протекает река Дордонь.

### Климат
Климат умеренный океанический со средним уровнем осадков, которые выпадают преимущественно зимой. Лето здесь долгое и тёплое, однако также довольно влажное, здесь не бывает регулярных периодов летней засухи. Средняя температура января — 5 °C, июля — 18 °C. Изредка вследствие стечения неблагоприятных погодных условий может наблюдаться непродолжительная засуха или случаются поздние заморозки. Климат меняется очень часто, как в течение сезона, так и год от года.

## Население
Население коммуны на 2010 год составляло 1683 человека.
| 1962 | 1968 | 1975 | 1982 | 1990 | 1999 | 2010 |
| ---- | ---- | ---- | ---- | ---- | ---- | ---- |
| 1396 | 1358 | 1294 | 1366 | 1476 | 1482 | 1683 |

## Администрация
| Период | Период | Фамилия         | Партия                              | Примечания |
| ------ | ------ | --------------- | ----------------------------------- | ---------- |
| 1989   | 2005   | Кристиан Оберти | Французская коммунистическая партия |            |
| 2005   | 2008   | Жан-Клод Лафаж  | Социалистическая партия             |            |
| 2008   | 2014   | Альбер Раме     | Социалистическая партия             |            |
| 2014   | 2020   | Жан-Пьер Фор    | Разные левые                        |            |

## Экономика
В 2010 году среди 1053 человек трудоспособного возраста (15-64 лет) 709 были экономически активными, 344 — неактивными (показатель активности — 67,3 %, в 1999 году было 61,5 %). Из 709 активных жителей работали 623 человека (319 мужчин и 304 женщины), безработных было 86 (43 мужчины и 43 женщины). Среди 344 неактивных 65 человек были учениками или студентами, 110 — пенсионерами, 169 были неактивными по другим причинам.

## Достопримечательности
- Церковь Свв. Петра и Павла в неоготическом стиле (1880 год)[5]

## Фотогалерея

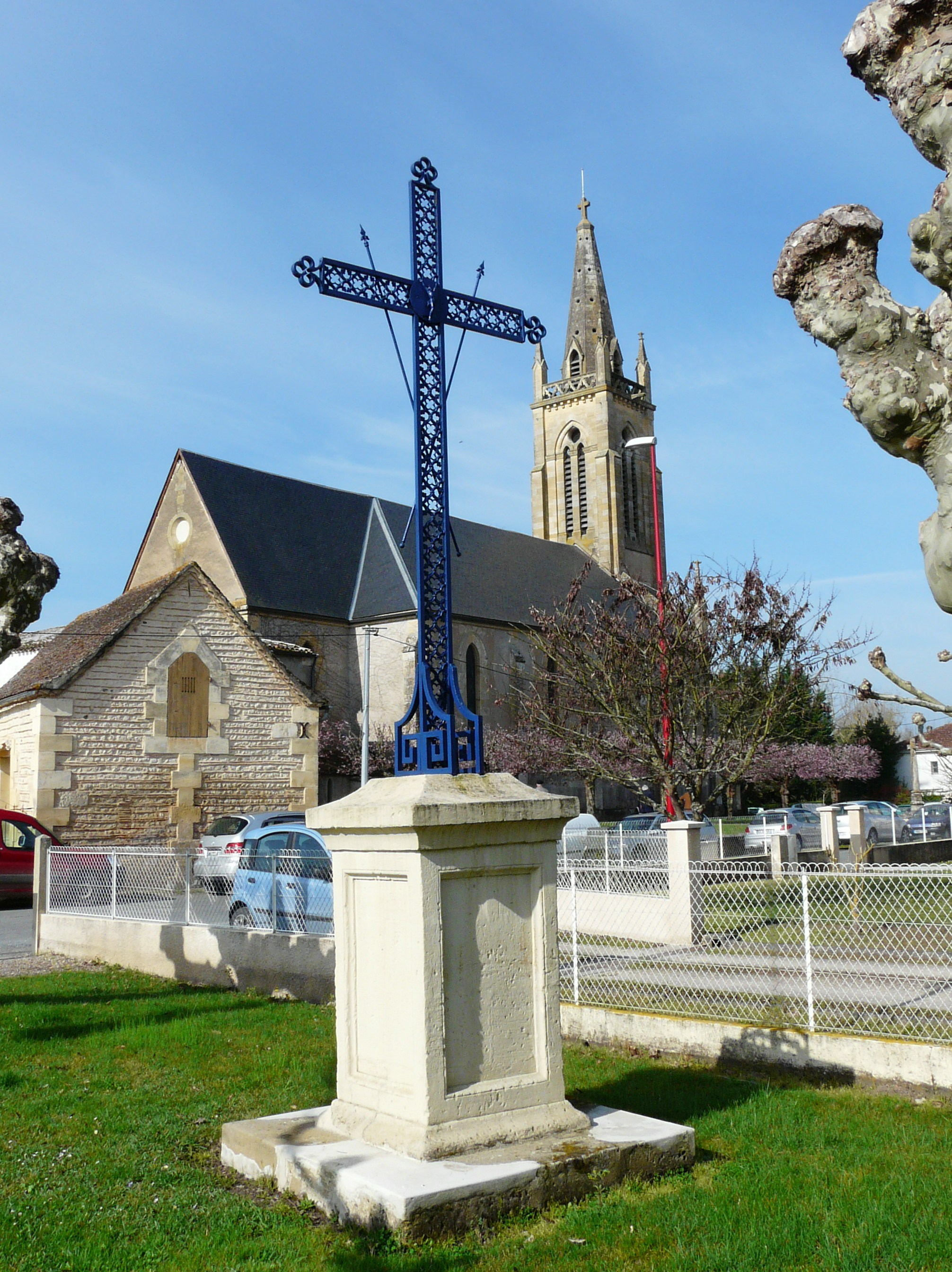
Церковь Свв. Петра и Павла
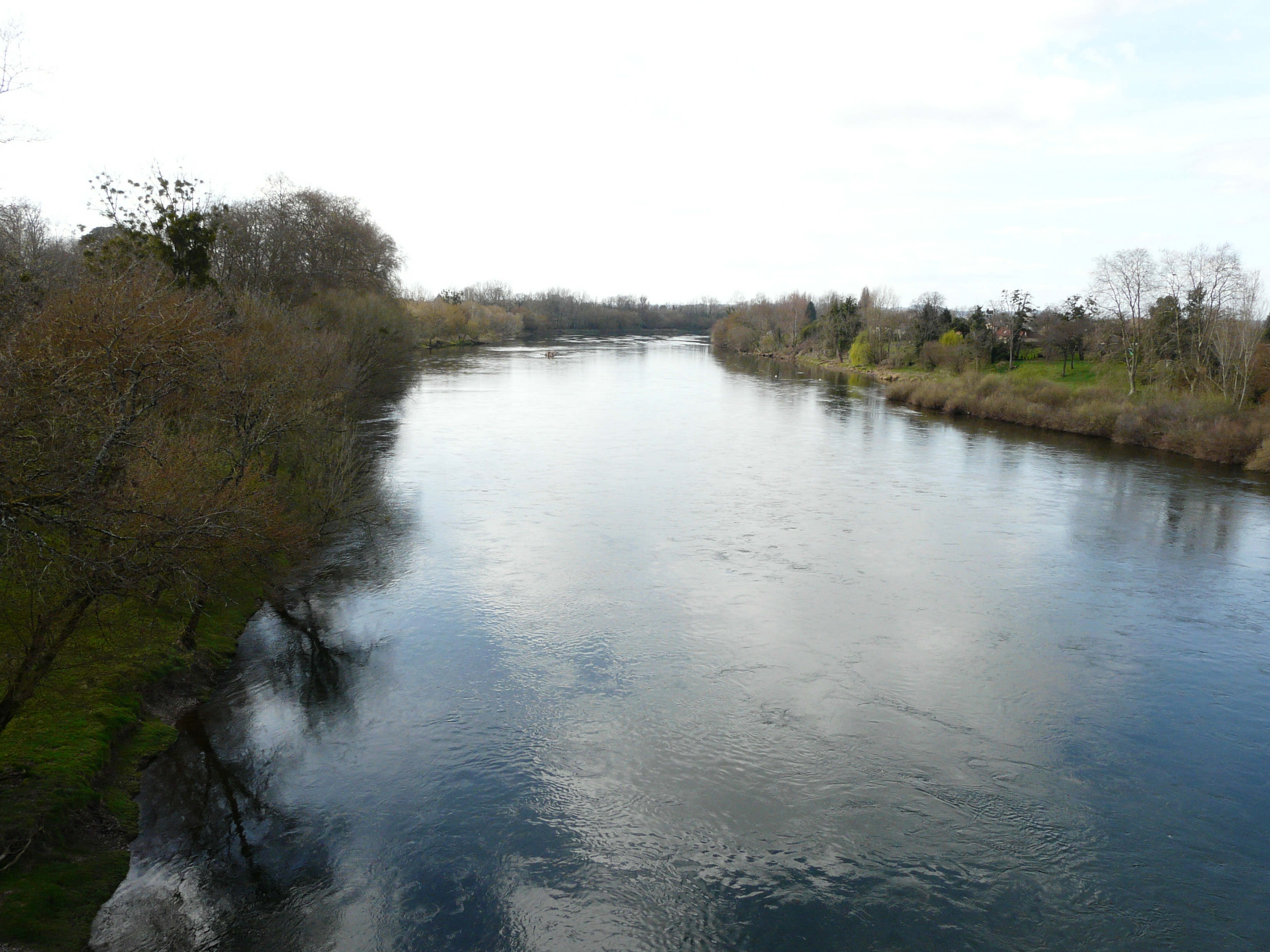
Река Дордонь
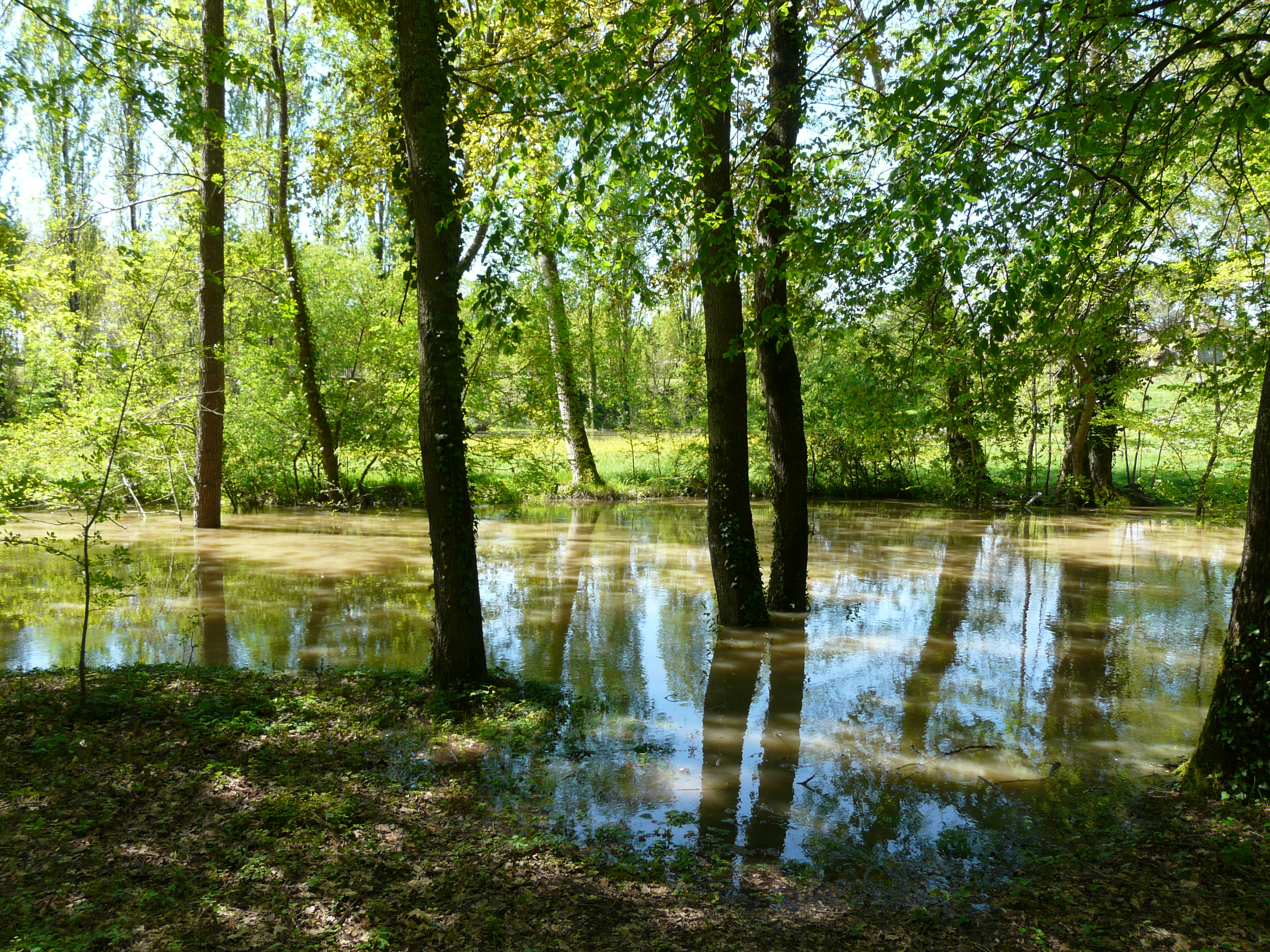
Река Барайе
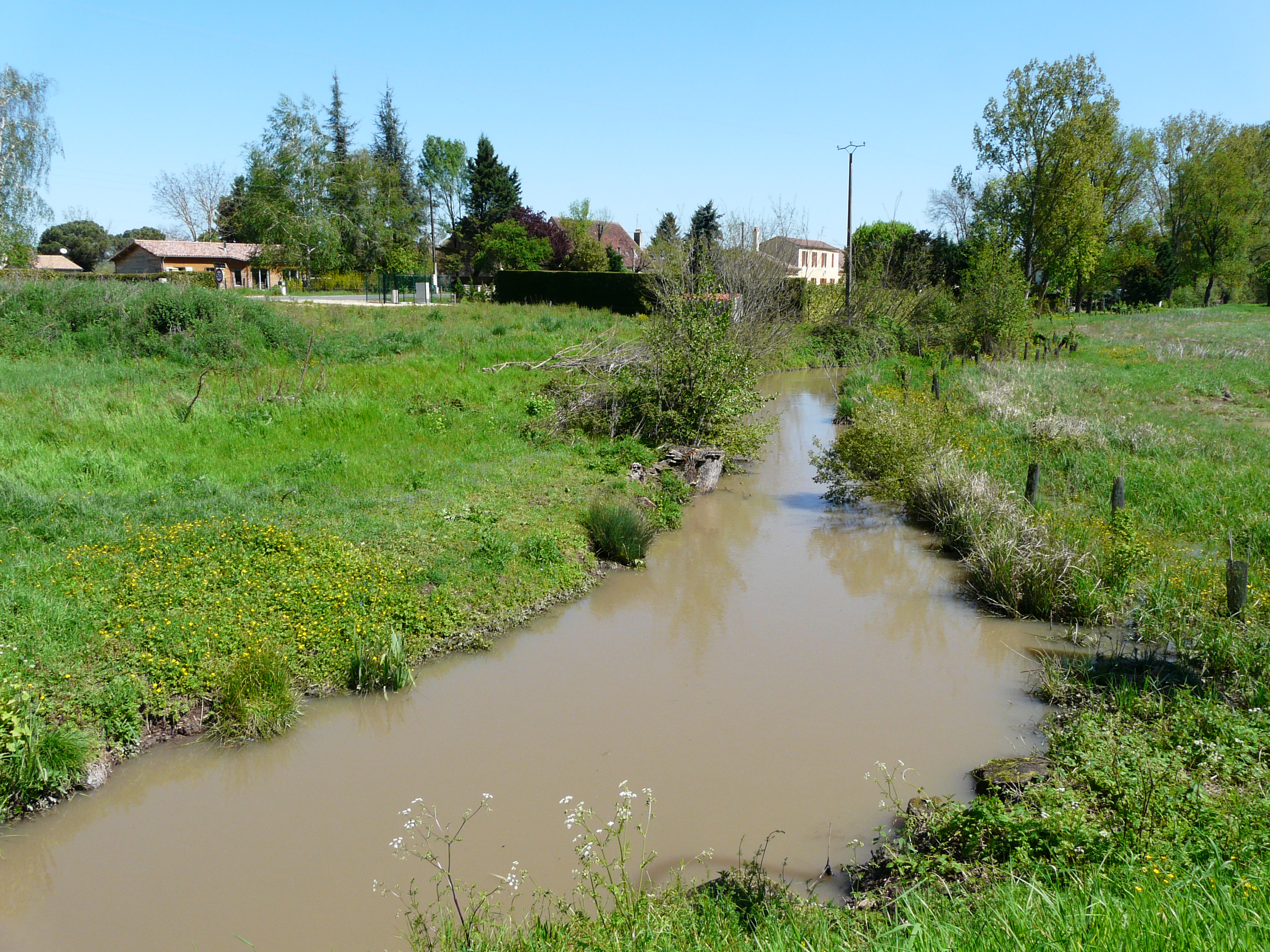
Река Эро